# Парижское мирное соглашение
Парижское соглашение о прекращении войны и восстановлении мира во Вьетнаме — дипломатическое соглашение, подписанное в Париже 27 января 1973 года по итогам четырёхлетних переговоров сторон, участвовавших во Вьетнамской войне.
Соглашение было подписано министрами иностранных дел ДРВ, Республики Вьетнам, США и Временного революционного правительства Республики Южный Вьетнам.

## Предыстория
Президент США Линдон Джонсон ещё в 1965 году заявлял о готовности начать переговоры с коммунистическими силами без каких-либо условий.
В январе-феврале 1968 года потерпело неудачу Тетское наступление коммунистических сил. В мае 1968 года в Париже состоялась первая встреча представителей США и Северного Вьетнама. Переговоры длились четыре с половиной года, боевые действия в это время продолжались. США требовали полного вывода частей Вьетнамской Народной Армии с территории Южного Вьетнама, северовьетнамцы требовали полного вывода войск США и создания коалиционного правительства без участия Нгуена Ван Тхьеу.

## Содержание
Основные положения Парижского соглашения:
- Боевые действия в Южном Вьетнаме прекращаются в полночь 27 января по Гринвичу (8 часов утра 28 января по сайгонскому времени). Также прекращаются все военные операции США против Северного Вьетнама[4].
- В течение 60 дней с территории Южного Вьетнама должны быть выведены все присутствующие там иностранные войска, а военные базы США в стране подлежат ликвидации. Одновременно стороны должны произвести обмен военнопленными.
- Правительства США и Северного Вьетнама обязались уважать право южновьетнамского народа на самоопределение, и согласились, что будущее Южного Вьетнама будет проведено на основе свободных и демократических выборов под международным контролем. Для организации выборов должен был быть создан Национальный совет примирения и согласия.
- Подтверждено положение Женевских соглашений 1954 года о временном характере демаркационной линии между Северным и Южным Вьетнамами и нейтралитете обеих стран. Отмечено, что воссоединение двух частей Вьетнама должно быть произведено на основе соглашений между ними мирными средствами.
- Контроль за выполнением соглашений возлагался на Международную комиссию по контролю и наблюдению[англ.] (МККН) в составе представителей Канады, Венгрии, Индонезии, Польши.

## Выполнение
Парижское соглашение было призвано прекратить Вьетнамскую войну, шедшую с конца 1950-х годов в виде гражданской войны между двумя частями Вьетнама с последующим вмешательством США, СССР и ряда других государств. Однако, как и в случае с Женевскими соглашениями 1954 года, враждующие стороны многократно нарушали подписанные договорённости, так как механизм контроля за их выполнением был недостаточным. Основным последствием соглашений стал выход из войны США. 29 марта был завершён вывод американских войск из Республики Вьетнам, продолжавшийся с 1969 года, 1 апреля Северный Вьетнам завершил процедуру репатриации американских военнопленных. Однако задекларированные свободные и демократические выборы в Республике Вьетнам так и не были проведены. Прекращение огня не действовало, южновьетнамское командование за первые сутки после вступления его в силу насчитало 334 вооружённые стычки, начатые коммунистами. Боевые действия вскоре приобрели такой же широкомасштабный характер, как и до соглашений — Вьетнамская война продолжалась без участия США. Северный Вьетнам не вывел свои войска с Юга, наоборот, продолжал наращивать их. Переговоры между сторонами зашли в тупик. В январе 1975 года северовьетнамская армия захватила город Фыоклонг. В марте 1975 года она начала крупномасштабное вторжение в Республику Вьетнам и в течение двух месяцев установила контроль над страной, что противоречило пункту Парижского соглашения о мирном характере воссоединения.
Главы делегаций США и Северного Вьетнама на переговорах Генри Киссинджер и Ле Дык Тхо были удостоены Нобелевской премии мира за свою роль в достижении Парижских соглашений. Ле Дык Тхо отказался её принять, мотивируя это тем, что подлинный мир во Вьетнаме так и не наступил.
По мнению значительной части американской общественности и официальных лиц, существует проблема оставшихся во Вьетнаме американских военнопленных.

## В массовой культуре
- Люди Икс: Дни минувшего будущего — подписание договора сорвано попыткой Мистик убить Траска.